# Livigno-Alperne
Livigno-Alperne er en bjergkæde i Alpernes hovedkam ved grænsen mellem Schweiz (Graubünden) og Italien (Lombardiet). Kæden danner en ring rundt om  den italienske kommune Livigno og åbner sig kun for floden Spöls trange kløft længst mod  nord.

## Afgrænsning
Livigno-Alperne begrænses
- i nordvest af Engadin (mod Albula-Alperne),
- i nordøst af Fuornpasset og Val Müstair (mod Sesvenna)
- i øst af Umbrailpasset (mod Ortler-Alperne)
- i sydøst af floden Adda (mod Sobretta), og
- i sydvest af Valposchiavo og Berninapasset (mod Bernina-Alperne).

## Toppe
De højeste toppe i Livigno-Alpene er:
- Cima de' Piazzi (3.439 moh.)
- Cima Viola (3.384 moh.)
- Piz Paradisin (3.305 moh.)
- Pizzo di Dosde (3.280 moh.)
- Cima di Saoseo (3.277 moh.)
- Piz Languard (3.266 moh.)
- Piz Murtaröl (3.177 moh.)
- Piz Quattervals (3.157 moh.)
- Cime Redasco (3.139 moh.)
- Piz Sena (3.078 moh.)

Et andet kendt bjerg er Munt la Schera (2.587 moh.)

## Dale og bjergpas
Hoveddalen i Livigno-Alperne er Val di Livigno, som ligger midt i bjergkæden. Denne dal har en hydrologisk særstilling: Den udgør det eneste (beboede) område i Italien som ikke ligger i Middelhavets afvandingsområde. I stedet for afvandes dalen nordover via floderne Spöl, Inn og Donau til Sortehavet. Hvor Spöl krydser den italiensk–schweiziske grænse, er den dæmmet op til Livignosøen (Lago di Livigno). For at komplicere de hydrologiske forhold yderligere, modtager Livignosøen også vand fra dalen Val Mora i Schweiz (floden hedder Aua da Val Mora). Val Mora er en ubeboet dal, som ligger i den schweiziske forvaltningskreds Val Müstair (hvorfra vandet ellers løber via Adige til Middelhavet).
Ud over  Val di Livigno og Val Mora strækker tre større dale sig ind i området fra øst:
- Val Fraele, dalen til Addas øvre løb (nordvest for Bormio);
- Val Viola Bormina, dalen til floden (Viola) Bormina, som munder ud i Addas dal vest for Bormio;
- Val Grosina længere mod syd, som munder ud i Addas dal nordvest for Grosio.

Ud over  Bernina-, Fuorn- og Umbrailpasset, som afgrænser Livigno-Alperne, findes kun  to pasveje i området:
- Livignopasset (2.328 moh.) fra Valposchiavo (i nærheden af Berninapasset) til Livigno,
- Foscagnopasset (2.291 moh.) og Eirapasset (2209 moh.) fra Bormio via Val Viola Bormina til Livigno. Mellem de to sidstnævnte pas ligger Trepalle, Italiens  højest beliggende landsby.

De resterende bjergpas i Livigno-Alpene kan kun passeres på hest, cykel eller til fods. De vigtigste af disse er:
- Val Viola-passet (2.431 moh.) mellem Valposchiavo og Val Viola Bormina,
- Saccopasset (2.751 moh.) mellem Valposchiavo og Val Grosina,
- Dosdepasset (2.850 moh.) mellem Val Grosina og Val Viola  Bormina,
- Vervapasset (2.314 moh.) mellem Val Grosina og Bormio,
- Alpisellapasset (2.285 moh.) mellem Val di Livigno og Val Fraele,
- Fraelepasset (1.950 moh.) mellem Val Fraele og Val Mora.
- Dossradond- (2.240 moh.) og Giufplanpasset (2.354 moh.) mellem Val Fraele og Val Müstair,
- Chaschaunapasset (2.692 moh.) mellem S-chanf i Engadin og Livigno,

## Geologi
Livigno-Alpene hører til Central-Alperne. Metamorfe bjergarter er derfor dominerende.

## Natur, kultur og historie
Fraelepasset er den laveste overgang over Alpeners hovedkam mellem Reschen- og Malojapasset, men har aldrig haft den betydning som den lave højde skulle tilsige. Grunden er at passet på grund af Spöl-kløften er utilgængelig fra nord. Fraelepasset har alligevel i middelalderen haft regional betydning, men da via ruten S-chanf–Chaschaunapasset–Livigno–Alpisellapasset–Fraelepasset–Bormio.
Livigno udgjorde fra 1512 sammen med Valtellina en vasalstat af Graubünden, men fik fuld autonomi fra Graubünden i 1600-tallet. Dalen har altid haft stor geostrategisk betydning for Lombardiet (og senere Italien). I den senere tid er Livigno også blevet et vintersportsted.
46°31′4″N 10°5′43″Ø / 46.51778°N 10.09528°Ø